# Kurt Meyer
Pour les articles homonymes, voir Meyer.
Ne doit pas être confondu avec Kurt Meier.
 (novembre 2019).
Kurt Adolf Wilhelm Meyer, surnommé Panzermeyer, né le 23 décembre 1910 à Jerxheim, dans le duché de Brunswick intégré dans l'Empire allemand, mort le 23 décembre 1961 à Hagen en Rhénanie-du-Nord-Westphalie (République fédérale d'Allemagne), a servi en tant qu'officier dans la Waffen-SS, reçu plusieurs décorations militaires, et été condamné pour crimes de guerre.

## Biographie
Fils d'un ouvrier et d'une mère sans emploi, après la mort de son père, Kurt Meyer est contraint d'abandonner ses études dans le domaine commercial dans le but de subvenir aux besoins de sa famille. Il entre alors dans une compagnie minière en 1929.
Peu après, il s'engage dans la police du Mecklembourg puis adhère au Parti nazi le 1er septembre 1930. Un an après, il est admis à la 22e SS-Standarte de Schwerin et transféré le 15 mai 1934 comme SS-Untersturmführer (équivalent de sous-lieutenant) à la Leibstandarte SS Adolf Hitler où il commande ultérieurement la 14e Panzerabwehr Kompanie. 

### Seconde Guerre mondiale
Il commande la 14e Panzerabwehr Kompanie lors de l'invasion de la Pologne. La nuit du 7 septembre, il est blessé par balle à l’épaule : c’est sa première blessure au combat. Peu après, il est nommé à la tête de la 15e Kradschützen Kompanie. Il reçoit la croix de fer de seconde classe au cours de cette campagne, le 25 septembre 1939. 
Il participe à la campagne des Pays-Bas et de France, à la tête de sa compagnie. Il reçoit la croix de fer de première classe le 31 mai 1940. Sa compagnie devient l’Aufklärungsabteilung (groupe de reconnaissance) de la 1re Panzerdivision SS Leibstandarte SS Adolf Hitler et Meyer est promu au grade de SS-Sturmbannführer (équivalent de commandant). À ce poste, il remporte des succès importants lors de la bataille de Grèce au printemps 1941.
Au cours de l'opération Barbarossa (invasion de l'Union soviétique), à la tête de son unité, Kurt Meyer est le fer de lance de la division en Ukraine et s‘empare de Rostov-sur-le-Don en novembre 1941. Les SS découvrent alors l'hiver russe : la portion de front dont est responsable Kurt Meyer est tellement étendue qu'il n'arrive à tenir ses positions que grâce à l'appui des Ukrainiens enrôlés pour lutter contre les Soviétiques.
En 1943, il participe à la reconquête de Kharkov. Le 23 février 1943, il reçoit la croix de chevalier de la croix de fer avec feuilles de chêne. Peu de temps avant la bataille de Koursk, il quitte la division Leibstandarte SS Adolf Hitler pour être transféré à la 12e Panzerdivision SS Hitlerjugend : il s'agit d'une division composée de jeunes soldats (que les alliés surnomment la « baby division »), principalement issus des Jeunesses hitlériennes ; ces jeunes pourraient ensuite devenir cadres dans d'autres divisions. Il obtient alors le commandement du Régiment 25 et se voit promu au grade de Standartenführer, l'équivalent de colonel.
La division est transférée en France au printemps 1944 et, lors du Débarquement, reçoit l'ordre de rejoindre la région de Caen pour lutter contre les forces anglo-canadiennes qui menacent de prendre la ville ; Kurt Meyer installe son PC à l'abbaye d'Ardenne, au nord de la ville.
Le 16 juin 1944, après la mort de Fritz Witt, tué lors d'un bombardement côtier de la Royal Navy, Meyer est nommé à la tête de sa division. Les combats pour la défense de la ville sont âpres : Caen n'est complètement conquise par les Alliés que le 21 juillet.
À la suite de ses faits d'armes pendant la bataille de Normandie, le 27 août 1944, il reçoit la croix de chevalier de la croix de fer avec feuilles de chêne et glaives (avec le no 91).

### Procès pour crimes de guerre

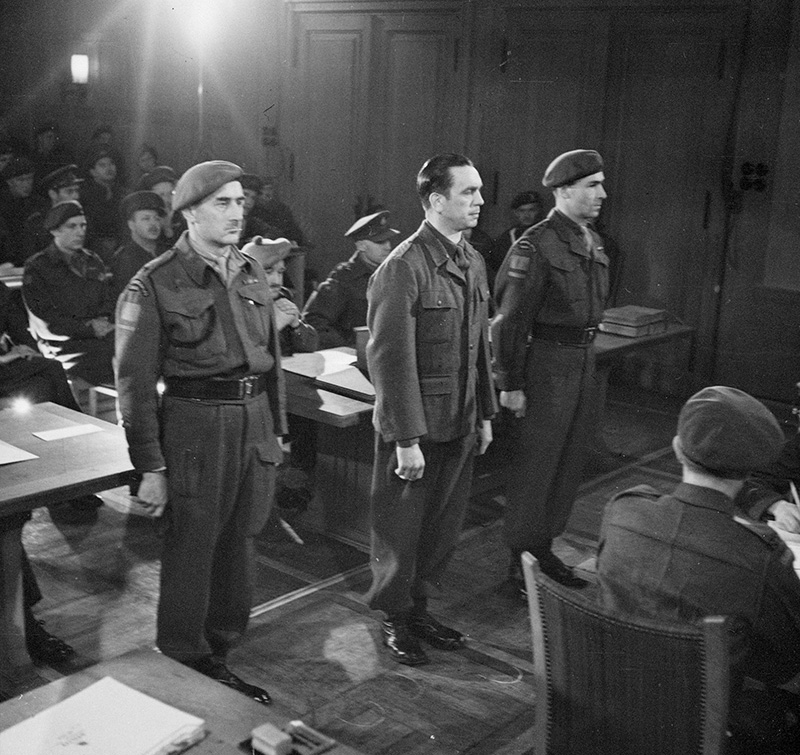
Kurt Meyer devant le tribunal d'Aurich, en décembre 1945.

Après son arrestation par des résistants belges, le 6 septembre 1944 à Spontin, Meyer est mis en détention et comparaît, l'année suivante, le 10 décembre 1945, devant une cour martiale canadienne afin d'être jugé pour le meurtre de 11 prisonniers canadiens le 7 juin 1944 et de 7 autres prisonniers canadiens le 8 juin 1944 à l'abbaye d'Ardenne. En tout, il aura fait exécuter 24 soldats canadiens dans cette abbaye. Parmi ses juges, siège le général Harry Wickwire Foster qui a été son adversaire lors de la bataille de Normandie.
Meyer nie avoir ordonné les massacres et déclare qu'il n'a été mis au courant que le 11 juin, soit postérieurement aux faits. La justice ne pouvant prouver si Meyer avait donné ou non les ordres d'exécution, il est reconnu coupable d'avoir incité ses subordonnés à ne pas faire de prisonniers et donc d'être moralement responsable des exactions des hommes de sa division.
Il est condamné à mort le 28 décembre 1945 mais cette peine est commuée en détention à perpétuité par le Major General Christopher Vokes qui évoque un « faisceau de soupçons » plutôt que des preuves tangibles.

### Libération et décès
Libéré pour bonne conduite le 7 septembre 1954, il rentre en Allemagne et fait du commerce de bière. Il est aussi très actif au sein du Hilfsgemeinschaft auf Gegenseitigkeit der ehemaligen Angehörigen der Waffen-SS (HIAG, l'association d'entraide des anciens Waffen-SS) et milite pour que l'État leur accorde des pensions de retraite. Il meurt 7 ans plus tard, le 23 décembre 1961, d'une crise cardiaque, le jour de son 51e anniversaire.

## Origine du surnom
Son premier surnom dans la Waffen-SS est « Schnellermeyer », en raison de la rapidité de ses attaques et de sa progression lors du Blitzkrieg[réf. souhaitée]. Le pseudonyme de « Panzermeyer » peut quant à lui provenir de l'époque où il était policier dans le Mecklembourg et où, après avoir voulu faire une plaisanterie à un collègue, il avait chuté du toit d'un bâtiment. Le fait qu'il survive d'une chute qui aurait pu s'avérer mortelle lui a alors valu alors le sobriquet de « Panzermeyer » (en français : « Meyer le blindé »). Ce pseudonyme lui est à nouveau attribué par ses hommes à partir des années 1942-1943, en raison de sa combativité sur le front de l'est, notamment à Rostov et Kharkov.

## Résumé de sa carrière de SS

### Promotions
- SA-Sturmführer : 10 juillet 1932
- SS-Untersturmführer : 15 mai 1934
- SS-Obersturmführer : 10 mars 1935
- SS-Hauptsturmführer : 12 septembre 1937
- SS-Sturmbannführer : 1er septembre 1940
- SS-Obersturmbannführer : 9 novembre 1942
- SS-Standartenführer : 21 juin 1943
- SS-Oberführer : 1er août 1944
- SS-Brigadeführer et Generalmajor der Waffen-SS : 1er septembre 1944

### Décorations
- Croix de fer
  - 2e classe (1939)
  - 1re classe (1940)
- Bague d'honneur des SS Totenkopfring
- Médaille des Sudètes avec barrette du château de Prague
- Médaille de l'Anschluss
- Croix allemande en or (1942)
- Médaille du Front de l'Est (1942)
- Croix de chevalier de la croix de fer avec feuilles de chêne et glaives
  - Croix de chevalier (1941)
  - Feuilles de chêne (1943)
  - Glaives (1944)
- Médaille du service long de la Waffen-SS (?)
- Ordre militaire de Bravoure 4e classe de Bulgarie
- Insigne des blessés
  - en Noir
- Mentionné dans le bulletin radiophonique Wehrmachtbericht